# Chiesa di Santa María (Santa Cruz de la Serós)
La chiesa di Santa María è un edificio religioso eretto fra l'XI e il XII secolo che originariamente formava parte di un monastero di benedettine. Di quest'ultimo non restano che pochi basamenti e alcuni capitelli, mentre la chiesa, in perfetto stato di conservazione, è considerata una fra le costruzioni più rappresentative del romanico aragonese.

## Storia
Nel 1024 Sancho III Garcés, re di Pamplona (o di Navarra) e conte d'Aragona, introdusse nel suo Stato l'ordine dei Benedettini, affidandogli il monastero di San Juan de la Peña. Negli anni successivi si pose il problema di offrire una sede anche al ramo femminile dell'ordine. A tale fine fu deciso, durante il regno di Ramiro I di Aragona, di erigere una chiesa e un convento ad essa annesso in una località rurale situata a sei chilometri da San Juan de la Peña e a un paio dal Camino Aragonés di Santiago. Nella località era già sorto proprio in quegli anni un altro edificio di culto: la chiesa di San Caprasio. I lavori di costruzione, iniziati attorno al 1060, si protrassero fino ai primi anni del secolo successivo. Doña Sancha, figlia del re Ramiro, fu la prima badessa del monastero, che ospitava all'epoca anche sua sorella Urraca e altre nobildonne aragonesi. Attorno al convento e alla chiesa si sviluppò un abitato di modeste dimensioni che prese il nome di Santa Cruz de la Serós (dal latino sorores, sorelle, monache). 
Il monastero ospitò le benedettine fino al 1555, anno in cui queste si trasferirono definitivamente nella nuova sede di Jaca. Dopo tale data gli edifici conventuali residenziali (refettorio, dormitori, cucine, luoghi di riunione, ecc.) furono soggetti a un rapido e irrimediabile degrado, venendo utilizzati per erigere in paese, con i materiali da essi asportati, nuove costruzioni di interesse sia pubblico che privato. Del vecchio monastero sono oggi sopravvissuti solo alcuni basamenti.
Sorte ben diversa è toccata invece alla chiesa di Santa María, mantenutasi in ottimo stato di conservazione fino ai giorni nostri. Ampliata  nel XII secolo mediante l'aggiunta di due cappelle laterali e di una torre campanaria divenne, nel XV secolo, sede parrocchiale, sostituendosi alla vicina chiesa di San Caprasio, anch'essa appartenente all'Ordine di San Benedetto. In età moderna Santa María è passata a dipendere direttamente dalla Diocesi di Jaca che, anche per ragioni di prestigio connesse al transito dei pellegrini nel vicino cammino di Santiago, ha saputo curare la perfetta manutenzione dell'edificio, prima da sola, poi con il concorso degli organismi pubblici preposti alla salvaguardia del patrimonio artistico e monumentale di Spagna.

## Architettura e decorazione
Il corpo centrale dell'edificio fu eretto nella seconda metà dell'XI secolo e nei primi anni del XII secondo i canoni del romanico di Jaca (románico jaqués) così chiamato per distinguerlo dal romanico lombardo, diffusosi in Aragona e in Catalogna subito dopo l'anno 1000. In quest'ultimo stile era stata costruita la chiesa di san Caprasio, situata a poche centinaia di metri da quella di Santa María, di tre o quattro decenni posteriore. La chiesa fu progettata a navata unica, con volte a botte e un'abside centrale semicircolare di notevoli dimensioni. L'aggiunta di due cappelle laterali (XII secolo) le ha conferito una pianta a croce latina che si è mantenuta inalterata fino ai nostri giorni. 
Sopra l'intersezione del transetto con la navata centrale fu edificata (XII secolo) una sala quadrangolare ma configurantesi esternamente in forme ottagonali, con un'altezza massima di quasi dieci metri, sormontata da una volta semisferica chiaramente visibile dall'esterno. Tale ambiente, che non trova riscontro in nessun'altra chiesa romanica, è oggi comunicante con l'interno del corpo centrale dell'edificio mediante una scaletta a chiocciola, mentre originariamente era accessibile solo da uno dei piani superiori della torre campanaria. La sua funzione era forse quella di custodire il tesoro della chiesa e del convento o, più probabilmente, di offrire un rifugio sicuro alle monache benedettine in caso di pericolo. 
Anche il campanile fu eretto in quegli stessi anni (XII secolo) su una delle due cappelle laterali, per scopi difensivi. Si configura come una poderosa torre a più piani dalle forme quadrangolari ma culminante in una struttura muraria ottagonale con volta semicircolare. Le sue notevoli dimensioni in rapporto al corpo dell'edificio conferiscono all'intera costruzione uno sviluppo in senso verticale scaglionato su tre volumi principali (corpo centrale, sala posta sul transetto e torre campanaria) che, inconsueto in una chiesa romanica, è di particolare suggestione visiva. 
Fra le opere più rappresentative contenute nella chiesa si segnalano tre pale d'altare, la prima, di forme barocche, dedicata a San Felice e San Vito, la seconda, anch'essa di età barocca, a San Gerolamo, e una terza, in stile gotico, raffigurante la Vergine Maria. Di buon livello artistico è un trittico cinquecentesco procedente dalla vicina pieve di San Salvador (in spagnolo: ermita de San Salvador) con la santa sepoltura di Gesù. Nella chiesa si possono ammirare anche alcuni capitelli di età medievale, procedenti con ogni probabilità dall'antico chiostro, oggi scomparso.